# Jorge Díaz Price
Jorge Roberto Díaz Price (Benito Juárez, Quintana Roo, México, 27 de julio de 1998) es un futbolista mexicano que juega como centrocampista para el Cancún FC de la Liga de Expansión MX.

## Trayectoria

### Club León
Debutó, profesionalmente, el 9 de enero de 2018 en la victoria 1-0 del Club León sobre el Venados Fútbol Club Yucatán, partido correspondiente a la Copa México. Cuatro días después (13 de enero) jugó su primer partido de la Liga MX, el encuentro culminó con marcador 3-1 a favor de los panzas verdes. Al finalizar el Clausura 2018 fue reconocido como el Mejor Novato del Torneo.

#### Everton de Viña del Mar
A inicios de 2020 se confirmó la cesión de Díaz Price a Everton de Viña del Mar de Chile.

#### Vuelta al León
Fue incluido, nuevamente, con el León por el entrenador Renato Paiva para el Apertura 2022 tras jugar veinticuatro partidos con Everton.

## Estadísticas

### Clubes
| Club               | Div.          | Temporada     | Liga  | Liga  | Copas nacionales | Copas nacionales | Torneos internacionales | Torneos internacionales | Total | Total |
| Club               | Div.          | Temporada     | Part. | Goles | Part.            | Goles            | Part.                   | Goles                   | Part. | Goles |
| ------------------ | ------------- | ------------- | ----- | ----- | ---------------- | ---------------- | ----------------------- | ----------------------- | ----- | ----- |
| Club León · México | 1ª            | 2017-18       | 11    | 0     | 6                | 0                | —                       | —                       | 17    | 0     |
| Club León · México | 1ª            | 2018-19       | 11    | 0     | 9                | 0                | —                       | —                       | 20    | 0     |
| Club León · México | 1ª            | 2019-20       | 6     | 0     | —                | —                | —                       | —                       | 6     | 0     |
| Club León · México | 1ª            | 2020-21       | 1     | 0     | —                | —                | —                       | —                       | 1     | 0     |
| Club León · México | Total club    | Total club    | 29    | 0     | 15               | 0                | 0                       | 0                       | 44    | 0     |
| Everton · Chile    | 1ª            | 2020          | 24    | 0     | —                | —                | —                       | —                       | 24    | 0     |
| Everton · Chile    | Total club    | Total club    | 24    | 0     | 0                | 0                | 0                       | 0                       | 24    | 0     |
| Total carrera      | Total carrera | Total carrera | 53    | 0     | 15               | 0                | 0                       | 0                       | 68    | 0     |
| 1. 2.              |               |               |       |       |                  |                  |                         |                         |       |       |